# No. 41 (Royal Marines) Commando
No. 41 (Royal Marines) Commando je bil Commando Oboroženih sil Združenega kraljestva, ki so ga sestavljali kraljevi marinci.

## Zgodovina
Enota je bila ustanovljena 7. oktobra 1942. Borila se je na Siciliji in Salermu ter nato sodelovala v operaciji Overlord. 